# Club Deportivo Balonmano Aula Cultural
El Club Deportivo Balonmano Aula Cultural (por motivos de patrocinio Caja Rural Aula Valladolid) es un club de balonmano de la ciudad de Valladolid, España. Ascendió a la División de Honor de balonmano femenino en la temporada 2012-13, categoría en la que milita actualmente.

## Historia
Fundado el 5 de abril de 1986, como Aula Cultural, el club tiene sus orígenes en el barrio vallisoletano de Pajarillos, donde se encuentra su sede. El 24 de noviembre de 2006 (debido a la adaptación al decreto 39/2005 de 12 de mayo de entidades deportivas de Castilla y León), se modifica el nombre por el actual: Club Deportivo Balonmano Aula.
Desde los orígenes del club, los éxitos los ha proporcionado la sección femenina, con varios campeonatos de España de categorías inferiores y un subcampeonato de División de Honor Plata femenina, que permitió al club militar en División de Honor por primera vez en la temporada 2013-14. 
Desde el 12 de agosto de 2021 la entidad bancaria Caja Rural de Zamora se convierte en el patrocinador principal que además de estar presente en la camiseta de juego cambia el nombre del equipo pasándose a llamar "Caja Rural Aula Valladolid".

### La figura de Miguel Ángel Peñas
Artífice del ascenso de la temporada 2013-14 y tras 15 años dirigiendo a la primera plantilla (11 en la élite del balonmano), en el que consiguió varios subcampeonatos de Copa de la Reina y buenas posiciones en liga regular, en la temporada 2023-24 se anuncia su destitución del cargo de primer entrenadory quedando cómo director de la cantera del club.

### Cambio de Directiva
Tras la salida de Cayetano Cifuentes llega al cargo Ana Belén Pastor, en el verano del 2024, imponiéndose, en una votación ajustada, a Juan Ignacio Hernándezque entró a competir las elecciones intentando continuar con la labor de su anterior presidente, ya que fue miembro de la junta directiva de Cayetano Cifuentes. Pastor fue delegada varias temporadas y secretaria del club durante el último año.
La temporada 2024-25 empezó con decisiones tomadas en la 2023-24: el desalojo en los banquillos de Miguel Ángel Peña y la contratación de Salvador Puig para el banquillo del conjunto vallisoletano. Llegaron esa temporada la primera línea española Nerea Patiño y la suiza Angela Zürni, que venían a suplir la salida de Elba Álvarez al Bera Bera y la retirada de Teresa Álvarez. Compiten en la Copa Europea de la EHF,ganaron en pretemporada el Trofeo Ciudad de Valladolid y la Copa de Castilla y León. La Caja Rural de Zamora sigue siendo su principal patrocinador.
En junio de 2025 presentó su dimisión tras un año en el cargo por grandes desavenencias con su junta directiva y la falta de comunicación con la anterior que, según ella, impidió la fiscalización de las cuentas del club. Tras sólo presentarse una candidatura, el nuevo presidente será Juan Ignacio Hernández.

## Pabellón

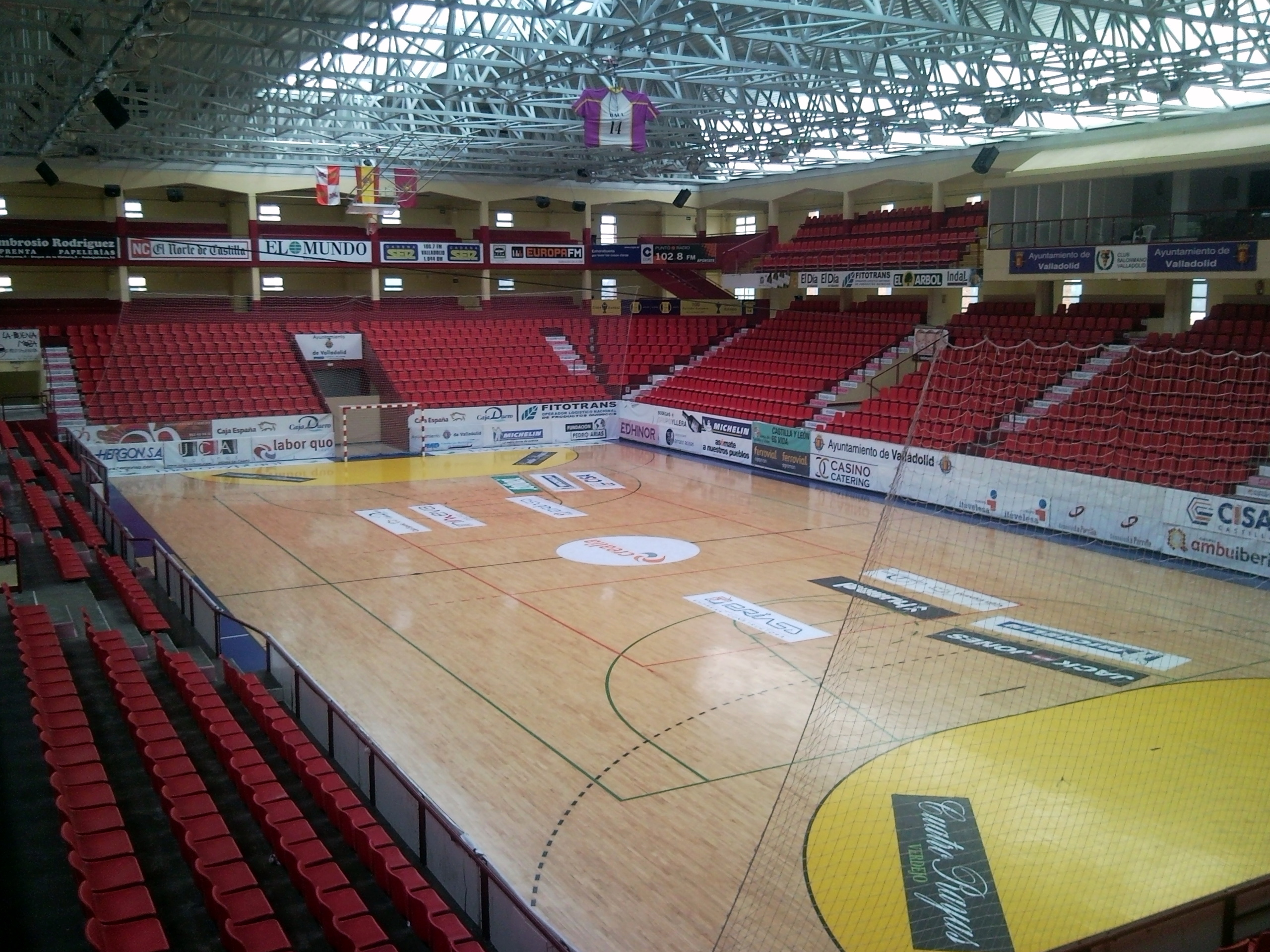
El club disputaba sus partidos como equipo local en el Polideportivo Huerta del Rey.

El equipo sénior femenino disputa sus encuentros en el Polideportivo Huerta del Rey. No obstante, el resto de equipos del club juegan sus partidos en el Polideportivo Cristóbal Colón, pabellón histórico del club, situado en el barrio de Pajarillos.

## Equipo

### Plantilla
Equipo para la temporada 2024-25
|  | PORTERAS - 16. Alicia Robles Sánchez - 12. Carmen Sánz Ledo EXTREMOS - 77. Amaia González de Garibay Barba - 8. Inoa Lucio Garcia - 88. Claudia Moreno Belmonte - 23. María Antón Callejo PIVOTES - 36. Marcela Santos Arounian - 41. Savina Gabriela Bergara Prieto - 19. Irene Botella Poveda | PRIMERA LÍNEA - 3. Jimena Laguna Contreras - 10. María Prieto O'Mullony - 18. Lorena Aide Tellez Delgado - 30. Martina Romero - 2. Nerea Patiño - 14. Ángela Zurni - 40. Clara Gutierrez Crespo |

### Altas y bajas para la temporada 2025-26
Llegadas y salidas de la temporada
|  | - Kadiatou Jallow - Marisol Carratú - Valeska Lovera - Naroa Baquedano - Sandra Monteagudo - Polina Gorbatsjova | - Marcela Arounian (al Saint-Amand) - Jimena Laguna (al Club Balonmano Elche) - Alicia Robles - María Prieto O'Mullony (al MKS Dublín) - Martina Romero (Al Costa del Sol Málaga) |

### Equipo técnico
- Entrenador: Salva Puig
- 2.º entrenador: Teresa Álvarez Ruiz
- Médico: Emilio Javier Frutos Reoyo
- Jorge Escudero Redondo
- Juan Antonio Fernández Corral
- Luis Fernando Mesón Mena
- Virginia Manzano Velasco

## Jugadoras

### Máxima goleadoraDivisión de Honor
- Silvia Arderius: 198 goles (Temporada 2016-17).[24]
- María Prieto O'Mullony: 228 goles (Temporada 2017-18).[25]

### Máxima goleadoraCopa de la Reina
- Cristina Cifuentes (Temporada 2020-21)[26]

### Dorsales retirados
| Dorsal | Jugadora            | Temporada |
| ------ | ------------------- | --------- |
| 21     | Teresa Álvarez Ruíz | 2023-24   |

## Entrenadores/as
- Miguel Ángel Peñas (2009-24)
- Salva Puig (2024-)

## Trayectoria Club Deportivo Balonmano Aula Cultural
| Temporada | Categoría                          | puesto | Copa de la Reina | Supercopa de España | Liga de Campeones | Copa EHF | Supercopa de Europa | Notas                                          |
| --------- | ---------------------------------- | ------ | ---------------- | ------------------- | ----------------- | -------- | ------------------- | ---------------------------------------------- |
| 2012-13   | División de Honor Plata            | 2.º    | ??               |                     |                   |          |                     | Ascenso a División de Honor por primera vez    |
| 2013-14   | División de Honor                  | 7.º    | ??               |                     |                   |          |                     |                                                |
| 2014-15   | División de Honor                  | 6.º    | ??               |                     |                   |          |                     |                                                |
| 2015-16   | División de Honor                  | 7.º    | 2.ª Ronda        |                     |                   |          |                     |                                                |
| 2016-17   | División de Honor                  | 6.º    | 2.ª Ronda        |                     |                   |          |                     |                                                |
| 2017-18   | División de Honor                  | 5.º    | ??               |                     |                   |          |                     |                                                |
| 2018-19   | División de Honor                  | 8.º    | Subcampeonas     |                     |                   |          |                     |                                                |
| 2019-20   | División de Honor                  | 7.º    | 1/2              |                     |                   |          |                     | Temporada suspendida en J.16.ª por la COVID-19 |
| 2020-21   | División de Honor (Grupo A)        | 4.º    | Finalista        |                     |                   |          |                     |                                                |
| 2021-22   | División de Honor                  | 8.º    | 1/4              |                     |                   |          |                     |                                                |
| 2022-23   | División de Honor                  | 7.º    | No clasificó     |                     |                   |          |                     |                                                |
| 2023-24   | División de Honor                  | 5.º    | Finalista        |                     |                   |          |                     |                                                |
| 2023-24   | bgcolor="#FFD700"División de Honor | 8.º    | 1/4              |                     |                   |          |                     |                                                |

```
LEYENDA

 :Ascenso de categoría

 :Descenso de categoría

 :Descenso administrativo

 :Retirado de la competición
```

## Himno
El himno del club, "Soy del Aula", fue compuesto por Alfonso Niño y Miguel Ángel Galguera.